# Peter Andreas Hansen
Pour les articles homonymes, voir Hansen.
Peter Andreas Hansen (8 décembre 1795 - 28 mars 1874), est un astronome allemand, né à Tondern, dans le Schleswig (de nos jours Tønder, Danemark).
Fils d'un orfèvre, il apprend l'horlogerie à Flensbourg et exerce son métier à Berlin et Tønder de 1818 à 1820. Il étudie toutefois les sciences depuis longtemps et le docteur Dircks, un médecin pratiquant à Tønder, persuade son père de l'envoyer à Copenhague où il gagne le patronage de Heinrich Christian Schumacher et l'attention de Frédéric VI. Le levé géodésique du Danemark est alors en cours et Hansen travaille comme assistant de Schumacher principalement à l'observatoire d'Altona de 1821 à 1825.

Il devient directeur de l'observatoire de Seeberg près de Gotha et le reste pendant plus de cinquante ans, malgré des propositions de poste parfois plus avantageuses matériellement, le poste de Friedrich Georg Wilhelm von Struve à Dorpat en 1829 et celui de Friedrich Wilhelm Bessel à Königsberg en 1847. Le problème de l'astronomie dynamique occupe une grande partie de l'attention de Hansen. Une étude des perturbations mutuelles de Jupiter et de Saturne lui vaut le prix de l'académie de Berlin en 1830 et un mémoire sur les perturbations des trajectoires de comètes est récompensé par l'académie de Paris en 1850.
En 1838 il publie une théorie de la Lune Fundamenta nova investigationis orbitae verae, quam luna perlustrat et basé sur ce travail une version améliorée des Tables de la lune (Londres, 1857), son mérite est reconnu par une subvention de 1 000 £ et par l'adoption de ses tables par le Nautical Almanac et d'autres éphémérides. Une discussion théorique sur les perturbations apparaissant dans ces tables est publiée par l'académie des sciences de Saxe.
Hansen visite deux fois l'Angleterre et est deux fois récompensé par la  médaille d'or de la Royal Astronomical Society (1842 et 1860). En 1850 il reçoit la médaille Copley.
L'astéroïde (4775) Hansen porte son nom.